# 七略
《七略》，中國第一部已知的國家藏書目錄。漢朝宗室劉向、劉歆父子整理图书近20年，编纂《別錄》20卷，成書後，劉歆又将其节略成《七略》7卷。二書對中國後世史學與目錄學皆有重大影響。

## 背景
漢朝自武帝時開始徵集天下圖書，宮廷和官府中，圖書堆積如山，分散收藏。高祖和武帝時，只曾校理兵書，大部份典籍都無人整理。前26年，漢成帝下令光祿大夫劉向領導整理圖書，加以校對，並編寫目錄，建立中央圖書館。劉向不但整理了宮中的圖書，也運用了民間私人藏書，加以補充。

## 成書經過
前26至前7年近20年間，劉向校定圖書，過世後由劉歆續成，於前5年完成目錄《七略》。

### 分工
當時宮中藏書大概可分六類：經傳、諸子、詩賦、兵書、術數、方技。劉向負責經傳、諸子、詩賦三類圖書的整理，步兵校尉任宏負責兵書，太史令尹咸負責術數，侍醫李柱國負責方技，而由劉向總其成。

### 工作程序
同一書名的圖書，往往有多份不同的鈔寫本。劉向等人先從內容較豐富的鈔本中，選定篇目，然後校定文句。校對時，先選出最好的一本作底本，和其他的「複本」相校，把異文脫句都一一校錄在底本上。篇目訂定、文句校定後，便繕寫新本。圖書其後藏於天祿閣。
一書繕寫完畢後，劉向便為該書撰寫一篇「敘錄」，先列出所有篇目，其次說明校定過程，如書本來源、篇數、文句脫誤情況等，然後撮述全書大意，包括作者事跡、時代背景、辨別真偽或評述大意等，類似後世的解題、提要。最後，把六大類圖書再分為多個小類，編為目錄《七略》。

## 內容
《七略》著錄圖書603家，13219卷，分為以下六類38種：
1. 六藝略：易、書、詩、禮、樂、春秋、論語、孝經、小學；
2. 諸子略：儒、道、陰陽、法、名、墨、縱橫、雜、農、小說；
3. 詩賦略：屈原賦之屬、陸賈賦之屬、孫卿（荀卿）賦之屬、雜賦、歌詩；
4. 兵書略：兵權謀、兵形勢、兵陰陽、兵技巧；
5. 術數略：天文、曆譜、五行、蓍龜、雜占、形法；
6. 方技略：醫經、經方、房中、神仙。

各書名下都附有簡略說明，乃節錄「敘錄」而成。此外，《七略》還有一篇「輯略」，說明六略38種圖書類別的內容和意義，合為七略。名義上《七略》是一份目錄，實際上也是一部先秦至西漢的學術史。

## 地位
《七略》體製嚴密而有系統，著錄和總結了重要的文化典籍，反映當時的學術流派和思想體系，是《史記》以外西漢史學上的最大成就。劉向所撰的敘錄，成為閱讀指南，推動圖書的流通。《七略》是後世目錄學的典範，影響歷代目錄的編纂，班固撰《漢書》時，節錄《七略》，寫成「藝文志」，正史從此而有藝文志的體例。南朝時王儉《七志》、阮孝緒《七錄》都倣效《七略》。到了《中經新書》，改稱為「甲乙丙丁」，而隋書，則改為「經史子集」，後來歷代史書都用此將書籍分類，在四庫全書應用的最是成功。

## 存佚
《七略》節錄為《漢書·藝文志》，保存了內容大概。《七略》和《別錄》原書都於唐代亡佚，清代有洪頤煊、嚴可均、馬國翰、顧觀光、姚振宗5家輯本，其中姚振宗輯本內容最多。

## 延伸阅读
[在维基数据编辑]
 《漢書/卷030》，出自班固《漢書》